# Bulvar-e Ferdows
Bulvar-e Ferdows  est un quartier du nord-ouest de Téhéran, la capitale de l’Iran.